# Calanthe izu-insularis
Calanthe izu-insularis là một loài thực vật có hoa trong họ Lan. Loài này được (Satomi) Ohwi & Satomi mô tả khoa học đầu tiên năm 1965.